# Cătălin-Sorin Ivan
Cătălin-Sorin Ivan (n. 23 decembrie 1978, Galați, România) este un politician român, fost membru al PSD și europarlamentar. A făcut parte din Grupul Alianței Progresiste a Socialiștilor și Democraților, momentan fiind europarlamentar neafiliat. Este președinte al Partidului Alternativa pentru Demnitate Națională - ADN.

## Biografie
Este absolvent al Facultății de Economie și Administrarea Afacerilor din cadrul Universității „Al. I. Cuza” din Iași, secția „Tranzacții Internaționale”. Deține un masterat în afaceri internaționale și unul în management politic. 
A fost membru al Consiliului Județean Iași și președinte al Comisiei de Dezvoltare și Relații Externe a Consiliului Județean Iași. 
Fost președinte al TSD Iași, secretar al Departamentului pentru Educație, Cercetare, Tineret și Sport al PSD până în 2008, vicepreședinte TSD pe probleme de relații externe. În martie 2013 a fost ales președintele PSD Sector 1.
Ivan a fost membru al Comisiei pentru Control bugetar și membru supleant în Comisia pentru buget și membru al Delegației la Comisia parlamentară de cooperare a UE-Moldova și membru al Comisiei pentru cultură, educație și mass-media a PE.
În octombrie 2018 a lansat ADN. Este președinte și fondator al ADN - Alternativa pentru Demnitate Națională. ADN este un proiect nou pe scena politică, inovator, atât din punct de vedere ideologic, cât și din punct de vedere organizatoric și funcțional, fiind primul proiect politic la nivel european care își propune să reinventeze toate mecanismele interne ale unui partid clasic, tradițional, folosind cele mai noi tehnologii IT.